# Economía de la salud
La economía de la salud o economía sanitaria es la rama de la economía cuyo objeto de estudio es el consumo y cuidado de la salud (como bien económico), a través de las técnicas, conceptos y herramientas propios de la economía. Esta disciplina investiga, entre otros, la eficacia, efectividad, valor y comportamiento de los tratamientos y políticas de salud.

PIB per cápita por países en 2008, según los cálculos del FMI de abril de 2009.

## Concepto
La economía de la salud es un campo de investigación cuyo objeto de estudio es el uso óptimo de los recursos para la atención de la enfermedad y la promoción de la salud. Su tarea consiste en estimar la eficiencia de organización de los servicios de salud y sugerir formas de mejorar esta organización.
Es, además, la aplicación de la teoría económica a los fenómenos y problemas asociados con la salud. Entre otros asuntos incluye el significado y medida de los estados de salud; la producción de los servicios sanitarios; la demanda por salud y por servicios de salud; análisis de costo efectividad y de costo beneficio; salud territorial; seguros de salud; mercados de servicios de salud; financiamiento; costeo de enfermedades; evaluación de opciones en los servicios de salud; planeamiento de recursos humanos; la oferta de las industrias conexas; equidad y determinantes de inequidad en el uso de servicios de salud; gestión económica de hospitales; presupuestos; asignación territorial de recursos; métodos de remuneración al personal y análisis comparativo de sistemas.

## Objetivos económicos clínicos
El médico debe incorporar conocimientos sobre economía a su práctica clínica, con tres objetivos:
- La perfección en medicina se consigue mediante la eficiencia, pero previamente hay que alcanzar la efectividad.
- La ética médica exige la consideración del coste de oportunidad en las decisiones diagnósticas y terapéuticas.
- Los pacientes eligen las utilidades relevantes (las acciones clínicas principales).

## Farmacoeconomía
El concepto de farmacoeconomía (no confundir con farmaconomía) intenta determinar qué tratamiento farmacológico es más eficiente entre las distintas opciones, es decir, cuál ofrece los mejores resultados clínicos con el menor coste posible. No sólo se consideran los costes de los distintos tratamientos, sino que se comparan con los efectos, es decir, se comparan sus eficiencias. La farmacoeconomía es parte integral del sistema de economía de la salud.
De la economía de la salud surge la farmacoeconomía o evaluación económica de intervenciones en salud aplicada al uso de fármacos. La evaluación económica utiliza la investigación de resultados en salud para responder las tres preguntas clave de la economía: ¿qué producimos? ¿para quién lo producimos? y ¿cómo lo producimos?. Esto aplicado a la farmacoeconomia nos responde ¿qué enfermedad tratamos? ¿cómo la tratamos? y ¿cuál es la mejor manera de tratarlos?.
La investigación de resultados en salud se divide en tres áreas principales: resultados clínicos, resultados económicos y resultados humanísticos. Los resultados clínicos tratan con temas de eficacia o efectividad de las pruebas diagnósticas y de los tratamientos en el contexto de los servicios de salud. Los resultados económicos tratan con el costo y la utilización de recursos por los medicamentos e intervenciones en salud relacionadas con la obtención de la eficacia clínica; y los resultados humanísticos son específicos al paciente y enfocados a la calidad de vida obtenida con cada intervención o medicamento, al igual que con resultados que el paciente reporta como son síntomas físicos, psicológicos y de morbilidad.
El análisis farmacoeconómico o la evaluación económica de intervenciones en salud combina las ciencias de la medicina, la estadística, la economía y la epidemiología para lograr el método científico para la toma de decisiones basadas en pruebas.
La farmacoeconomía utiliza términos como son la relación de coste-efectividad, relación de coste-efectividad incremental, análisis de sensibilidad, dominancia y dominancia extendida, plano de costo efectividad, análisis de Márkov, análisis de eventos discretos, análisis deterministicos, análisis estocásticos, entre otras deficinciones.

### Antecedentes

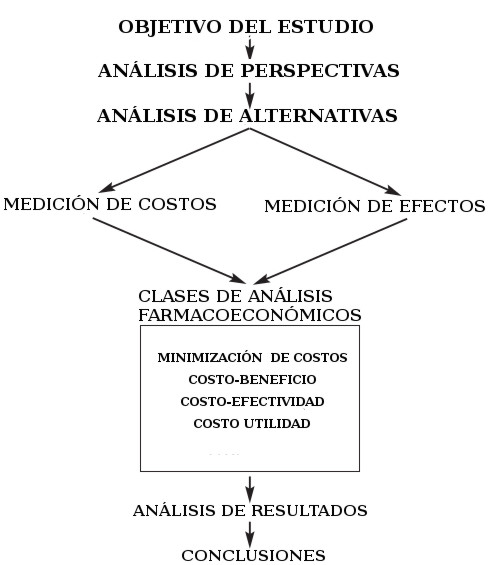
Pasos del proceso de farmacoeconomía

El médico que trabaja en un sistema salud pública, puede prescribir un tratamiento farmacológico basándose únicamente en el beneficio del propio paciente, sin tener en cuenta el coste del tratamiento y la repercusión en el resto de la sociedad, y si prescribe un medicamento innecesariamente caro, la consecuencia es que de alguna manera lo paga el resto de la sociedad con sus impuestos y aportaciones (ya sean voluntarias o por descuento en nómina), ya que el exceso de recursos invertidos repercutirá en una menor disponibilidad económica para utilizar en otros servicios.
Es necesario que los recursos destinados a la atención de salud pública, y concretamente los destinados a sufragar el gasto farmacéutico, se empleen de manera eficiente. Por ello, la elección idónea de cualquier tecnología sanitaria debe estar basada en el conocimiento clínico, pero también en la repercusión socioeconómica.

### Importancia
La evaluación económica de los medicamentos permite, por lo tanto, obtener información de la eficiencia de un medicamento o tratamiento farmacológico, que sin duda debe servir para ayudar a los consejos administrativos en la toma de decisiones y de esta manera maximizar los recursos disponibles, respecto de las decisiones clínicas y de la industria farmacéutica en temas de investigación y desarrollo de fármacos, fijación de precios, determinación de formularios, etc. Pero si los profesionales y los organismos que tienen que tomar estas decisiones no utilizan esta información para optimar la asignación de recursos de nada servirá la realización de estudios de evaluación económica de medicamentos.

## Microeconomía de la Salud
La teoría de la decisión en economía ha desarrollado importantes avances en la comprensión de la toma de decisiones médicas.

## Controversias
No obstante, existen algunas controverisas:
Critica sobre malas praxis:
1. Baja credibilidad en estudios realizados por farmacéuticas.
2. Sólo estudios con resultados positivos.
3. Amplitud de guías metodológicas y la poca disponibilidad de las farmacéuticas a adherirse a ellas.
4. Considerado un instrumento para aumentar las ventas.

Critica sobre errores investigativos:
1. Selección inadecuada de comparador de medicamento.
2. Selección inadecuada  de evidencia clínica o médica.
3. Selección incorrecta de la técnica de evaluación económica.
4. Subvaluación de costos.

## Revistas
- Revista Española de Economía de la Salud ISSN 1579-5772
- Health Economics ISSN 1099-1050 (enlace roto disponible en Internet Archive; véase el historial, la primera versión y la última).
- Journal of Health Economics ISSN 0167-6296